# Saucy Sausages
Saucy Sausages est un court métrage de la série Oswald le lapin chanceux, produit par le studio Robert Winkler Productions et sorti le 19 août 1929.

## Fiche technique
- Titre  : Saucy Sausages
- Série : Oswald le lapin chanceux
- Réalisateur : Ben Clopton
- Animateur : Ben Clopton
- Producteur : Charles Mintz
- Production : Robert Winkler Productions
- Distributeur : Universal Pictures
- Date de sortie : 19 août 1929[1]
- Musique: Bert Fiske
- Format d'image : Noir et Blanc
- Langue : (en)
- Pays :  États-Unis